# Ле Блан, Орас
Орас Ле Блан (фр. Horace Le Blanc; 1575, Лион — 1637[…], Лион) — французский художник.

## Биография
Орас Ле Блан родился в Лионе примерно в 1575—1580 годах, и был сыном итальянца Паулино Бланки, банкира и финансиста из города Лукки. 
Проведя раннюю юность в Лионе, Орас Ле Блан отправился в Рим, где его пребывание фиксируется в источниках начиная с 1600 года. К 1607 году он уже был членом римской Академии Святого Луки (папской Академии художеств). 
К 1610 году он вернулся в Лион, где женился (брачный контракт художника, с упоминанием родителей жениха и невесты сохранился, благодаря чему историки сумели подтвердить итальянское происхождение Ле Блана). В том же году он был избран главой Гильдии художников Лиона, и в дальнейшем переизбирался ещё пять раз. В то время Ле Блану было около 30 лет и уже в то время он едва ли не официально считался важнейшим художником города. 
Назначенный официальным живописцев Лионского магистрата, он создал серию из 57 портретов его членов, занимавших свои должности в период с 1595 года, когда магистрат был реформирован королём Франции Генрихом IV вплоть до середины 1610-х годов, когда были созданы портреты. Многие из портретов были созданы в двух экземплярах — по одному для зала заседаний городской ратуши и членов семьи портретируемого. К сожалению, ратуша вместе с портретами сгорела в пожаре в 1674 году. Копии портретов, переданные семьям, могли уцелеть, однако в большинстве своём не выявлены. 
В 1620-е годы Орас Ле Блан был учителем Жака Бланшара, а также (вероятнее всего) Франсуа Перрье; оба они в дальнейшем вошли в число крупнейших живописцев Франции своего времени. 

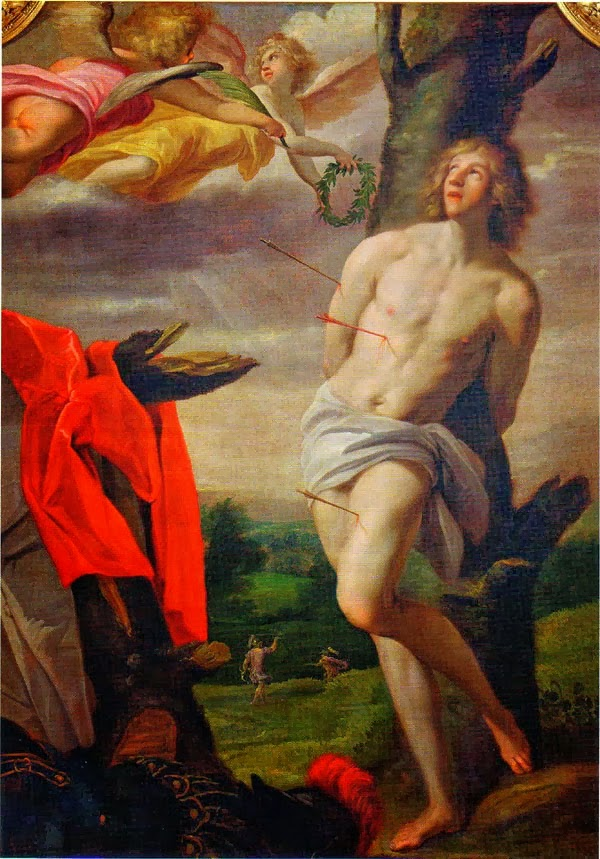
Мученичество Святого Себастьяна. Музей изящных искусств Руана.

В 1623 году Орас Ле Блан вознамерился переехать в Париж. Чтобы удержать художника в Лионе, городской магистрат создал специально для него пожизненную должность «городского художника» с ежемесячным жалованием (в дополнение к гонорарам). Тем не менее, в 1623-25 годах Ле Блан всё же работал в Париже, где создал цикл фресок для Галереи Битв замка Гробуа по заказу Шарля де Валуа, герцога Ангулемского. Фрески вызвали восхищение современников, а художник получил от короля звание придворного живописца. Однако, фрески также не сохранились, так как в 1809-10 годах были уничтожены очередным владельцем замка — наполеоновским маршалом Бертье. 
Около 1625 года художник вернулся в Лион, и никогда в дальнейшем не покидал его. В этот период он украсил росписями целый ряд городских и монастырских церквей, в частности, создал цикл фресок на сюжеты жития Бруно Кёльнского (Шартреза или Картреза) для лионского картезианского монастыря.
В старости Орас Ле Блан приобрёл крупное поместье в окрестностях города. Тогда же он назначил своим приемником на посту городского художника Жермена Панто и городской совет согласился с его решением.
Прижизненная и посмертная судьба Ораса Ле Блана сложилась необычно. Итальянец родом, он сумел стать своим во Франции и на долгие годы занять центральное место в художественной жизни крупного, экономически развитого города. При жизни Орас Ле Блан был богат и успешен, имел мастерскую, многочисленных учеников, большой дом в городе, загородное поместье, водил дружбу с первыми людьми города, и в конечном итоге заслужил признание самого французского короля. Однако после смерти почти всё его громадное художественно наследие (только портретов должно было быть около 60, не считая авторских повторений) оказалось утрачено или же рассеяно. Сгорела лионская ратуша, были разрушены или перестроены монастыри и церкви, закрашены фрески в замке Гробуа. На сегодняшний день искусствоведам известно менее десятка работ художника. Однако, ещё какое-то их количество по-прежнему может хранится в частных собраниях и продаваться на аукционах, как работы «неизвестных мастеров».